# Операція MB.8
Операція MB.8 (англ. Operation MB.8) — низка транспортних конвоїв, яка проводилася силами Королівського військово-морського флоту Великої Британії під час битви на Середземному морі.
Операція MB.8, що тривала в період з 4 до 11 листопада 1940 року, становила масштабну комплексну проводку конвоїв майже по всій акваторії Середземного моря. Операція складалася з декількох складових частин: операції Coat, операції Crack, конвоїв MW 3, ME 3, AN 6 та головної складової операції — прикриття знаменитого нальоту на Таранто (Операція Judgement). Комплексна військово-морська операція реалізовувалася силами 6 оперативних груп ВМС, загальна кількість бойових кораблів включала два авіаносці, п'ять лінкорів, 10 важких та легких крейсерів, 30 есмінців, у тому числі більшу частину сил З'єднання «H», на яку покладалася задача захисту 4 різних конвоїв.
Характерною рисою надзвичайно складної операції MB.8, з її різними силами і конвої, було те, що британцям вдалося обдурити італійців, які вважали, що противник зосереджує свої основні зусилля на супроводі конвоїв. Водночас, у контексті проведення такої багатопланової операції, англо-австралійсько-новозеландському флоту вдалося досягти максимального успіху при мінімальних втратах.

#### ОпераціяCoat
Операція Coat проводилася з метою супроводження конвою, який доставляв підкріплення військам, припасами і зенітні гармати безпосередньо з Великої Британії на Мальту. Конвой складався з лінкору «Барем», важких крейсерів «Бервік» і «Глазгоу», і трьох есмінців супроводу. Він також прикривався авіацією з авіаносця «Арк Роял», легким крейсером «Шеффілд», і ще трьома есмінцями «Галант», «Грейхаунд» і «Гріфін», що прибули зі складу З'єднання Н на посилення захисту конвою в середині Середземного моря; потім три есмінця залишилися до кінця конвоювання, решта бойових кораблів повернулася назад з точки на відстані 165 морських миль (306 км) від Сицилії. 7 листопада угруповання вийшло з Гібралтару, прибувши на Мальту 10 листопада.

#### ОпераціяCrack
Під час проведення операції Crack було скоєне повітряний напад палубною авіацією з авіаносця «Арк Роял» на Кальярі, на шляху повернення до Мальти, після завершення операції Coat.

#### КонвойMW-3
4 листопада 1940 конвой MW-3, що складався з п'яти торгових суден Devis, Plumleaf, Rodi, Volo і Waiwera, які йшли на Мальту з Александрії, плюс ще два судна, які здійснювали поставки на базу в бухті Суда, в західній частині острова Крит. Конвой супроводжували 2 крейсери ППО «Ковентрі» і «Калькутта», в супроводі чотирьох есмінців британського «Даймонд» та австралійських «Вампайр», «Вояджер», «Вотехен». Старий тральщик «Ебінгдон» також посилював ескорт на підходах до Мальті, куди конвой прибув 10 листопада.
Доречно підкреслити, що з цього конвою розпочалася більше логічна система позначень морських конвоїв; MW означає: Мальтійський західний (англ. Malta West), тобто внутрішній середземноморський, сформований для Мальти. Відповідний порожній конвой до Александрії — ME: Мальтійський східний (англ. Malta East). Як правило, конвої зустрічалися під час переходу.

#### КонвойME-3
10 листопада 1940 року конвой ME 3, супроводжуваний бойовими кораблями, які прийшли на Мальту з конвоєм MW-3 або зайшли на заправку: лінкор «Раміліз», крейсер «Ковентрі», есмінці «Дікой» і «Дефенде», вийшов з Мальти. Транспортний конвой включав чотири торговельних судна Clan Ferguson, Clan Macaulay, Lanarkshire та Memnon, які поверталися порожняком до Александрії. З ними також йшли до Єгипту монітор «Терор» і австралійський есмінець «Вендетта». 13 листопада конвой без втрат прибув до Александрії.

#### КонвойAN 6
Конвой AN 6 складався з чотирьох забарливих танкерів, призначених для доставки паливно-мастильних матеріалів з Єгипту, Британському експедиційному корпус, який зосереджувався в Греції, у супроводі повільного тральщика.
Одночасно цим курсом на Крит висувалася оперативна група з підкріпленням військ, що знаходилися на борту легких крейсерів «Аякс» та «Сідней» зі складу З'єднання B. Водночас, легкий крейсер «Орайон» (під прапором віцеадмірала Г.Прідгам-Вайпелля, З'єднання C) транспортував запасні частини для підрозділів ВПС до Греції. В подальшому, усі три крейсери разом з есмінцями «Мохок» і «Нубіан», на шляху назад сформували оперативну групу X, яка 11-12 листопада провела зухвалий наліт на італійські ВМС у протоці Отранто.

#### ОпераціяДжаджмент
Операція «Джаджмент» (англ. Operation Judgement) проводилася під загальним командуванням британського адмірала Ендрю Каннінгема з метою ліквідації переваги італійського флоту на Середземному морі шляхом раптової атаки торпедоносцями палубної авіації з авіаносця «Іластріас» по кораблях Regia Marina, що базувалися на військово-морській базі Таранто на півдні Апеннінського півострова. Операція проводилася за підтримки двох важких («Бервік» і «Йорк»), двох легких крейсерів («Глостер» і «Глазгоу») та чотирьох есмінців («Гіперіон», «Айлекс», «Гейсті» і «Хавлок»).
У результаті проведення раптової нічної атаки один італійський лінкор був потоплений («Конте ді Кавур») і два серйозно пошкоджені («Літторіо» та «Кайо Дуйліо»); флот Великої Британії захопив ініціативу на Середземному морі.
Атака довела можливість ефективних дій палубної авіації проти важких кораблів, що знаходяться в захищеній гавані. Операція стала зразком для проведення подібної атаки японцями Перл-Гарбора у грудні 1941 року.

## Відео
- Operation MB8 (1940—2010)